# II. Uahibré

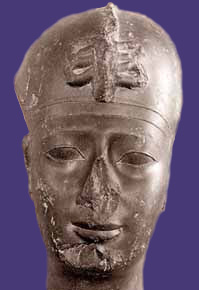
Uahibré fekete bazaltból faragott szoborfeje. Az orr és az állcsúcs (a szakáll helye) rongálásai valószínűleg szándékosak, és II. Jahmesz idejéből származnak. Az arckifejezés és a stílus az I. Pszammetik óta hagyományos szaiszi munka.

II. Uahibré Haaibré (?, i. e. 7. század – ?, i. e. 567) ókori egyiptomi uralkodó i. e. 589-től i. e. 570-ig. Apját, II. Pszammetiket követte a trónon. A föníciai és palesztinai hegemónia és a kereskedelmi útvonalak megszerzése érdekében hosszadalmas háborúba bonyolódott az Újbabiloni Birodalommal, támogatta a közel-keleti Babilon-ellenes felkeléseket. Uralkodása idején már erősen érezhető Egyiptom hellenizálódása, a betelepedő idegen etnikumok nagy feszültségeket váltottak ki országában. Az instabil belső helyzet miatt vereségeket szenvedett Babilontól, végül i. e. 566-ban polgárháborús viszonyok mellett, homályos körülmények között halt meg. A XXVI. dinasztia hatodik, utolsó szaiszi családtagja.

## Neve a forrásokban
Személyneve Uahibré, trónneve Haaibré (Waḫ-jb-rˁ Ḥˁˁ-jb-rˁ), „Ré szíve örökkévaló”. Hérodotosznál Ἁπρίης (Apriész),, Diodórosznál és Manethónnál Ουαφρης (Uaphrész), az Ószövetségben (Jer. 44:30) Hophra, a Szeptuagintában Uafre a neve.

## Családja
Uahibré korából nagyon kevés olyan írásos emlék maradt fenn, amiből uralkodásának viszonyaira lehetne következtetni. Így közvetlen környezetére, fő tisztviselőire, sőt családjára nézve is kevés információ áll rendelkezésre. Az bizonyos, hogy II. Pszammetik király és Tahuit athribiszi hercegnő fia. Testvére Anhnesznoferibré, Ámon isteni felesége. Uahibré felesége és gyermekei neve korabeli forrásokból ismeretlen. Nem tudni, volt-e trónörököse, akit esetleg utódja, II. Jahmesz eltávolított a trón közeléből. Egy Hérodotosznál említett Nitétisz név maradt fenn. Nitétiszt Hérodotosz szerint Apriész (azaz Uahibré) halála után Amaszisz (II. Jahmesz) feleségül adta Kambüszészhez azzal a hazugsággal, hogy az ő saját leánya.

## Szíriai kaland
A korban az Újbabiloni Birodalom átmeneti gyengesége miatt az ókori Kelet államai önálló politikát folytattak. Uahibré hosszú szünet után ismét szíriai hadjáratokat vezetett, bár sok kutató véleménye szerint csak belekeveredett Júdea Babilon elleni lázadásába. Mindjárt trónra lépésének évében Édom, Moáb és Júdea is elszakadt Babilontól, Cidkija seregestül csatlakozott hozzá, vagy ő csatlakozott Cidkijához. A helyzetet kihasználva Uahibré a föníciai kereskedelmi utak és kikötők megszerzésére tört, és bár segítséget ígért a többi Babilonnal harcoló államnak, valójában talán egyáltalán nem akart Babilonnal konfrontálódni. Uahibré egész szerepe, motivációja homályos. I. e. 601-től Babilon korlátlan úr volt Dél-Kánaánig. I. e. 597-től Júdeában Cidkija uralkodott Babilon vazallusaként, aki trónját egy sikertelen Babilon-ellenes lázadást követően foglalta el. I. e. 594-től II. Nabú-kudurri-uszurnak más vidékeken, többek közt magában Babilonban kellett lázadásokkal foglalkoznia, ezért Júdea ismét a szakadár mozgalmak élére állt. Elképzelhető, hogy nem Uahibré indított hadjáratot Babilon ellen, hanem Cidkija lázadásába kapcsolódott be. A Jeruzsálem alatt tartózkodó babiloni sereg Uahibré közeledésének hírére elvonult. Elfoglalta Szaidát, talán Sór királyának, III. Es-Baálnak segítségével, majd hosszú, tizenöt évig tartó ostrom alá vette Sórt, amelyet végül nem sikerült elfoglalni. Az egyiptomi hadsereg jelenléte felbátorította a dél-szíriai fejedelemségeket is, amelyek szintén elszakadtak Babilontól.
A sikerek azonban rövid ideig tartottak. A méd fal felépítése és a Lüdia elleni háború után rögtön, már i. e. 587-ben megjelent Nabú-kudurri-uszur Szíriában, mire Uahibré egészen Jeruzsálemig vonult vissza, sőt a következő évben hazatért. A babiloniak elfoglalták Jeruzsálemet még abban az évben (i. e. 586, a babiloni fogság kezdete), valamint a Szaidában hagyott egyiptomi helyőrséget is legyőzték. Ezzel Uahibré szíriai kudarca majdnem teljes lett, a térségbeli jelenlét Sór folytatólagos ostromára korlátozódott. Az i. e. 580-as évek végén ebből eredően Babilon megszállta Egyiptom egy részét. A babiloniak elől a zsidók tömegesen költöztek Egyiptomba, még délen, Elephantiné szigetén is alakult kolóniájuk. Erről a zsidó konfliktushelyzetről számol be Jeremiás könyve a 36. fejezettől.

## Uralkodása

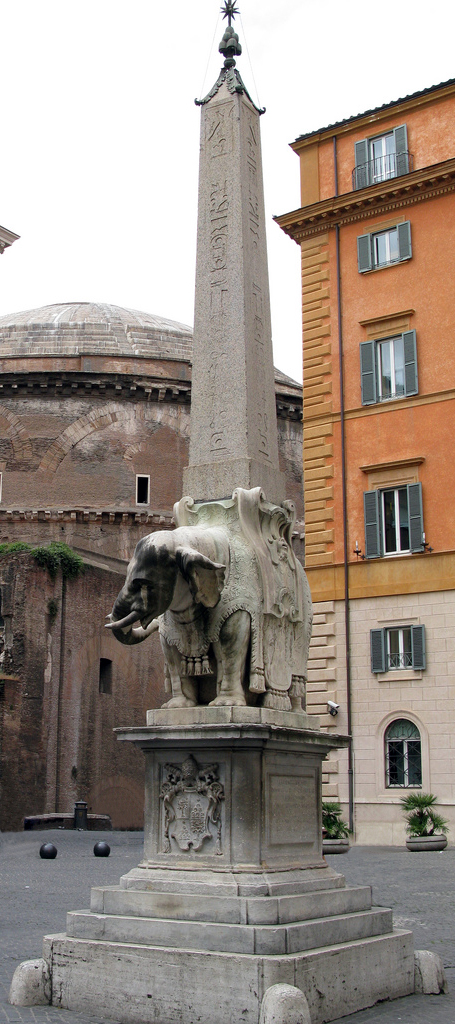
Uahibré szaiszi obeliszkje, ma Rómában

A babiloniak néhány évig tartózkodtak Egyiptomban, Uahibrének az i. e. 570-es évek közepe felé sikerült kiszorítani a megszálló sereget. Ekkor taktikát váltott, és i. e. 574-től uralkodása végéig a Földközi-tenger partmenti hajózását igyekezett megszerezni. Ebben nagy segítségére volt a II. Nékó által megszervezett hajóhad. Ciprust és a föníciai kereskedőállamokat támadta meg. Az Amaszisz-sztélé alapján Ciprust akkor sikerült elfoglalni a seregének, amikor Egyiptomban már nem volt király. A babiloni jelenlét ellenére Sór i. e. 589-ben megkezdett ostromát nem hagyta abba, erre csak i. e. 574-ben került sor, amikor III. Es-Baál (vagy Ito-Baál) önként Nabú-kudurri-uszur vazallusa lett. Ettől kezdve a kereskedőváros királyai Babilonban éltek és a város bizonyos önkormányzatisággal intézte dolgait.
Egy katonai lázadásról is van adat, amely szerint az elephantinéi helyőrség egyiptomi és idegen csapatai közti súrlódások miatt a katonák távozni akartak Egyiptomból és Núbiában letelepedni. Ez arra utal, hogy az Egyiptomban hagyományos idegenekkel szembeni tartózkodás már nyílt gyűlölködésbe csapott át. Nem véletlen, hogy a későbbi hasonló események sorsfordítóak voltak Uahibré számára is. Ezt az eseményt azzal a lázadással azonosítják ma már általában, amit Hérodotosz ír le és II. Pszammetik idejére teszi. Az idegenek és helyiek közti ellentét talán az újra egységesedő királyság tényében keresendő. Korábban az egyiptomi haderőt a deltabeli nemesség és a helyi uralkodóházak magánhadseregei adták. A helyi katonák (egyiptomi és líbiai születésűek egyaránt) kivételezett státuszt élveztek. Az egységes királyság haderejének jó részét azonban görög zsoldosok adták, a helyi katonák a viszonylagos státuszesést a görögök megjelenésének tudták be.
Uralkodásának negyedik évében lett Ámon új főpapnője és Ámon isteni felesége a testvére, Anhnesznoferibré, akit nyolc évvel korábban I. Nitókrisz örökbe fogadott.
Sok építményt hagyott az utókorra, főleg Szaiszban, Athribiszben, a Baharija-oázisban és Memphiszben. Egy általa Szaiszban emeltetett obeliszket Diocletianus Rómába szállíttatott és az Ízisz-templomban állíttatta fel. Az obeliszk ma is áll. Paloták, templomok, naoszok és szfinxek maradtak utána. Brit régészek találták meg Uahibré memphiszi palotáját és kapcsolódó építményeit, első publikációja Flinders Petrie nevéhez fűződik 1909-ben. A komplexumot az akkori város lakott területének határán emelték. A palota egy fallal körülvett térségen, a Ptah-templomkörzettől nem messze északra található. A falon belül II. Pszammetik neve a legkorábbi emlék, rajta kívül csak Uahibré és a XXX. dinasztiabeli Dzsedhór nevét találták itt meg. Maga a palota 120×60 méteres alapterületű, pülónnal, és több csarnokkal. Elképzelhető, hogy Sztrabón erről a palotáról ír:

„…Tavak is vannak a város és a királyi paloták előtt, de az utóbbiak most romokban hevernek, s pusztaság az egész vidék. Ezek egy magaslaton épültek, lenyúlnak a város alsó szintjéig. Szomszédos ezekkel egy liget és egy tó…”

– Geógraphika hüpomnémata

Szobrokat és szent tárgyakat találtak benne. A főépületet mesterséges dombon építették fel, nagyrészt agyagtéglából. A szerkezeti elemek és a nagyobb kopásnak kitett felületek – oszlopok, járdák, falburkolat – mészkőből készültek. Az oszlopokon Uahibré neve olvasható, ezért valószínűsítik, hogy a palotát teljes egészében ő építtette. A palota egyik rituális témájú reliefjét a Metropolitan Museum őrzi. Ez valószínűleg egy átjárót díszített, egy több jelenetből álló sorozat része. A dombormű a „Fehér Víziló ünnepén” részt vevő uralkodót és kíséretét ábrázolja. Egy másik, ide tartozó blokkot Brüsszelben állítottak ki, ezen magát a vízilovat faragták ki. A kőlapokhoz tartozó névgyűrűk üresek, de Uahibréhez, vagy legkésőbb II. Jahmeszhez kötik készítésüket, de mivel Jahmesz neve egyáltalán nem fordul elő az itt talált feliratok közt, ez az elképzelés gyenge lábakon áll.
2011 szeptemberében a Szuezi-csatornához közel, Tel Dafnában felfedezték egy névtábláját, amely két vöröshomokkőbe vésett névgyűrűben (cartouche) van. A két darabból álló lelet 163×85×58, illetve 86×55×58 cm méretű. A névtábla egy görög zsoldosokkal védett helyőrséghez kapcsolódik, magát a települést I. Pszammetik alapította.

## A vég
A kürénéiekkel szembeni nagy – állítólag szándékos – veresége után fellázadt hadserege Jahmesz tábornok vezetése alatt megfosztotta trónjától. A hadjárat oka az volt, hogy Küréné görög lakossága ellen a líbiai őslakosság Uahibré védelme alá helyezte magát i. e. 570-ben. A végső soron líbiai származású uralkodó ezért indult a görög kolónia ellen. Csakhogy káriai és ión zsoldosokból álló hadserege nem szívesen harcolt egy görög település ellen, ráadásul főemberei többsége is vagy görög volt, vagy hellenizált egyiptomi. Zsoldosai már az odaúton is, majd a város alatt is egyértelmű tanújeleit adták engedetlenségüknek. Őket nem is küldte harcba, csak egyiptomi seregrészeit, akiket Jahmesz tábornok vezetett. Ezek viszont katasztrofális vereséget szenvedtek. Egyiptomi katonái a kudarc hatására fellázadtak, mondván hogy szándékosan küldte halálba embereit, azért, hogy a görögök befolyása erősödhessen. Ezért a hivatalnok-hadvezért, Jahmeszt kiáltották ki királlyá – aki maga is erősen hellenizált egyiptomi volt, és inkább nevezték Amaszisznak, semmint Jahmesznek, de az egyiptomi születésű katonák parancsnoka volt már II. Pszammetik idején is. Az i. e. 589-es hadjárat az első, amelyiknek kapcsán Jahmesz neve felmerül, és arról is elsőként tudósít egy felirat, hogy az idegen zsoldosok és az egyiptomiak külön hadtestekben harcoltak. Ez az első alkalom Egyiptom történetében, hogy a hadsereg legitim királyválasztó erővé lépett elő. Jahmesz szándékai ismeretlenek, nem tudni, hogy hatalomra tört-e, vagy csak sodródott az eseményekkel, mindenesetre trónkövetelő lett és a Küréné alól hazatérő hadsereggel a főváros felé tartott. A trónbitorló és az elcsapott király első ütközete i. e. 570 januárjában vagy februárjában a Nílus deltavidékének északnyugati részén, Momemphisz (a mai Kom Abu Bilu) mellett zajlott le, ahol Uahibré vereséget szenvedett.
Az új királyt mind Alsó-, mind Felső-Egyiptomban elismerték törvényes uralkodónak. Már a szíriai fiaskó óta elégedetlen hatalmi csoportok – papság, nemesség – örömmel vették Uahibré bukását. A megbuktatott uralkodó néhány hű zsoldosalakulattal még i. e. 566-ig kitartott, de a véres ütközetekben minden utánpótlása elfogyott – maradék katonái zsoldját sem tudta kifizetni, nemhogy újakat fogadni az elesettek helyére. Ezt a helyzetet Babilon is igyekezett kihasználni, de az i. e. 569-es babiloni támadást Jahmesz visszaverte, amiben valószínűleg szerepet játszott az a körülmény, hogy Babilon egyre élesebb konfliktusba került a médekkel. I. e. 566-ban Uahibré hirtelen meghalt. Hérodotosz szerint megfojtották, miután fogságba esett. Az Amaszisz-sztélé szerint viszont a tengerbe fulladt, miután elfoglalta Ciprust és Babilonnal szövetséget kötve hajóhaddal tért vissza Egyiptomba. Jahmesz ezzel magyarázta az i. e. 566-ig tartó babiloni inváziós kísérletet, amelyet nem kis szerencsével vert vissza. Nem kizárt azonban, hogy Uahibrét elégedetlen zsoldosai gyilkolták meg. Ismét mások szerint sem Hérodotosz, sem az Amaszisz-sztélé nem mond igazat, és Uahibrét már a lázadás után közvetlenül megölték. Egy vélemény szerint az első összecsapás i. e. 570 októberében vagy novemberében volt, a babiloni hadsereg beavatkozása már a következő évben (i. e. 569-ben) megtörtént, és Uahibré akkor halt meg egy ütközetben.
II. Jahmesz illő pompával temette el nagy ellenfelét szülővárosában, Szaiszban. A király szarkofágját és abban a múmiáját a régészek megtalálták. Jahmesz ezután hozzáláthatott annak a problémának a megoldásához, amely miatt a trónra került. Ezt azonban sosem sikerült megnyugtató módon rendezni, és végső soron a perzsák hódítását is a katonaság megmaradó megoszlottsága tette lehetővé.

## Titulatúra
A fáraók titulatúrájának magyarázatát és történetét lásd az Ötelemű titulatúra szócikkben.
| G5 |

| G5 |

| wAH | ib |

| wAH | ib |

| wAH | ib |

| wAH | ib |

| G5 |

| G5 |

| wAH | ib |

| wAH | ib |

| wAH | ib |

| wAH | ib |

| G16 |

| G16 |

| wAH | ib |

| wAH | ib |

| G16 |

| G16 |

| wAH | ib |

| wAH | ib |

| G8 |

| G8 |

| S29 | M13 | N16 · N16 |

| S29 | M13 | N16 · N16 |

| G8 |

| G8 |

| S29 | M13 | N16 · N16 |

| S29 | M13 | N16 · N16 |

| M23 | L2 |

| M23 | L2 |

| ra | wAH | ib |

| ra | wAH | ib |

| ra | wAH | ib |

| ra | wAH | ib |

| ra | wAH | ib |

| ra | wAH | ib |

| ra | wAH | ib |

| ra | wAH | ib |

| M23 | L2 |

| M23 | L2 |

| ra | wAH | ib |

| ra | wAH | ib |

| ra | wAH | ib |

| ra | wAH | ib |

| ra | wAH | ib |

| ra | wAH | ib |

| ra | wAH | ib |

| ra | wAH | ib |

| G39 | N5 | \| \| |
|     |    |       |

|  |

| G39 | N5 | \| \| |
|     |    |       |

|  |

| ra | H | a · a | ib |

| ra | H | a · a | ib |

| ra | H | a · a | ib |

| ra | H | a · a | ib |

| ra | H | a · a | ib |

| ra | H | a · a | ib |

| ra | H | a · a | ib |

| ra | H | a · a | ib |

| G39 | N5 | \| \| |
|     |    |       |

|  |

| G39 | N5 | \| \| |
|     |    |       |

|  |

| ra | H | a · a | ib |

| ra | H | a · a | ib |

| ra | H | a · a | ib |

| ra | H | a · a | ib |

| ra | H | a · a | ib |

| ra | H | a · a | ib |

| ra | H | a · a | ib |

| ra | H | a · a | ib |